# ريكاردو غونزاليس (لاعب غولف)
ريكاردو غونزاليس (بالإسبانية: Ricardo González)‏ هو لاعب غولف أرجنتيني، ولد في 24 أكتوبر 1969 في كورينتس في الأرجنتين.

## وصلات خارجية
- ريكاردو غونزاليس على موقع رابطة أوروبا للاعبي الغولف المحترفين (الإنجليزية)
- ريكاردو غونزاليس على موقع التصنيف العالمي الرسمي للغولف (الإنجليزية)